# Episodi di The Philco Television Playhouse (seconda stagione)
La seconda stagione della serie televisiva The Philco Television Playhouse è stata trasmessa in anteprima negli Stati Uniti d'America dalla NBC tra il 4 settembre 1949 e il 9 luglio 1950.
| nº | Titolo originale              | Titolo italiano | Prima TV USA      | Prima TV Italia |
| -- | ----------------------------- | --------------- | ----------------- | --------------- |
| 1  | What Every Woman Knows        |                 | 4 settembre 1949  |                 |
| 2  | Pride's Castle                |                 | 11 settembre 1949 |                 |
| 3  | The Little Sister             |                 | 18 settembre 1949 |                 |
| 4  | The Lonely                    |                 | 25 settembre 1949 |                 |
| 5  | The Queen Bee                 |                 | 2 ottobre 1949    |                 |
| 6  | Something's Got to Give       |                 | 9 ottobre 1949    |                 |
| 7  | The Last Tycoon               |                 | 16 ottobre 1949   |                 |
| 8  | Because of the Lockwoods      |                 | 23 ottobre 1949   |                 |
| 9  | Damion's Daughter             |                 | 30 ottobre 1949   |                 |
| 10 | The House of the Seven Gables |                 | 6 novembre 1949   |                 |
| 11 | The Promise                   |                 | 13 novembre 1949  |                 |
| 12 | Medical Meeting               |                 | 20 novembre 1949  |                 |
| 13 | The Wonderful Mrs. Ingram     |                 | 27 novembre 1949  |                 |
| 14 | Mist on the Waters            |                 | 4 dicembre 1949   |                 |
| 15 | The Beautiful Bequest         |                 | 11 dicembre 1949  |                 |
| 16 | The Strange Christmas Dinner  |                 | 18 dicembre 1949  |                 |
| 17 | In Beauty Like the Night      |                 | 25 dicembre 1949  |                 |
| 18 | Little Boy Lost               |                 | 1º gennaio 1950   |                 |
| 19 | Bethel Merriday               |                 | 8 gennaio 1950    |                 |
| 20 | Murder at the Stork Club      |                 | 15 gennaio 1950   |                 |
| 21 | The Marriages                 |                 | 22 gennaio 1950   |                 |
| 22 | Uncle Dynamite                |                 | 29 gennaio 1950   |                 |
| 23 | The Sudden Guest              |                 | 5 febbraio 1950   |                 |
| 24 | Ann Rutledge                  |                 | 12 febbraio 1950  |                 |
| 25 | A Letter to Mr. Priest        |                 | 19 febbraio 1950  |                 |
| 26 | Home Town                     |                 | 26 febbraio 1950  |                 |
| 27 | The Life of Vincent Van Gogh  |                 | 5 marzo 1950      |                 |
| 28 | The Uncertain Molly Collicutt |                 | 12 marzo 1950     |                 |
| 29 | The Trial of Steven Kent      |                 | 19 marzo 1950     |                 |
| 30 | The Second Oldest Profession  |                 | 26 marzo 1950     |                 |
| 31 | Nocturne                      |                 | 2 aprile 1950     |                 |
| 32 | Dirty Eddie                   |                 | 9 aprile 1950     |                 |
| 33 | The End Is Known              |                 | 16 aprile 1950    |                 |
| 34 | The Man in the Black Hat      |                 | 23 aprile 1950    |                 |
| 35 | The American                  |                 | 30 aprile 1950    |                 |
| 36 | The Feast                     |                 | 7 maggio 1950     |                 |
| 37 | Brat Farrar                   |                 | 14 maggio 1950    |                 |
| 38 | The Charmed Circle            |                 | 21 maggio 1950    |                 |
| 39 | Semmelweis                    |                 | 28 maggio 1950    |                 |
| 40 | Sense and Sensibility         |                 | 4 giugno 1950     |                 |
| 41 | The Bump on Brannigan's Head  |                 | 11 giugno 1950    |                 |
| 42 | Anything Can Happen           |                 | 18 giugno 1950    |                 |
| 43 | Hear My Heart Speak           |                 | 25 giugno 1950    |                 |
| 44 | The Reluctant Landlord        |                 | 2 luglio 1950     |                 |
| 45 | The Tentacles                 |                 | 9 luglio 1950     |                 |